# Битва при Коломбей — Нуйльи
Сражение при Коломбей — Нульи — сражение в период Франко-прусской войны (германо-французской войны) 1870−1871 годов, за господство в Западной Европе.
Коломбей и Нуйльи (Colombey Nouilly) — две деревни под Мецем, в Лотарингии, где 14 августа 1870 года состоялось сражение между французской и прусской армиями. Иногда это сражение именуется как Сражение при Борни (Borny), по имени другой деревни (местности на правом берегу реки Мозель в окрестностях Меца), также располагавшейся на поле боя.

## Перед сражением и планы сторон
После поражений 4 августа у Вейссенбурга и 6 августа у Вёрта и Форбаха, в главной квартире Наполеона III предложено было встретить противника ещё раз у Меца, причём эта крепость могла оказать значительную помощь. Но также поступило и предложение всей французской армии идти к Вердену на соединение с Мак-Магоном. Сила французской армии, собранной под защитой фортов, простиралась до 201 батальона, 116 эскадронов и 540 полевых орудий.
Колебания главной квартиры французов прекратились до некоторой степени 12 августа, так как в этот день Наполеон III сложил с себя главное командование и назначил маршала Базена главнокомандующим Рейнской армией. Но Наполеон продолжал оставаться при войсках, так как не мог вернуться в Париж, не одержав победы, и удерживал лично для себя гвардию. Одновременно с назначением главнокомандующим, Базен получил приказание перевести армию на левый берег Мозеля и оттуда — к Вердену. 13 августа Базен отдал приказ к отступлению на запад; оно должно было начаться на следующий день; но в это время уже нельзя было рассчитывать, что отступление пройдёт беспрепятственно, так как неприятель был рядом.
В Майнце, в главной квартире прусской армии, уже со времени получения первых телеграмм о сражениях при Вёрте и Шпихерне, имелось в виду отрезать путь отступления маршалу Мак-Магону. При дальнейшем движении немецких войск с Нижнего Саара к Мецу предполагалось постепенно заходить направо, причём 1-я армия должна была служить осью захождения. По соображениям главной квартиры, французская армия, которую считали в пять корпусов, могла находиться на Мозеле. В этом случае прусская 1-я армия должна была связать боем неприятеля с фронта, а 2-я, обойдя его с юга, — атаковать во фланг и тыл.
12 августа генерал Мольтке, по донесениям кавалерийской разведки, знал, что французская армия сосредоточилась под Мецем. Это, конечно, не могло не соответствовать желаниям высшего начальства немецких войск, поскольку этим сосредоточением французы значительно облегчили выполнение планов Мольтке. С другой стороны, такое положение дел представляло и некоторые затруднения. Становилось необходимым удержать пока 1-ю армию на месте, в непосредственном соприкосновении с противником, а между тем предстоявшая переправа 2-й армии через Мозель вела к разъединению сил.
Так как французы всё ещё в значительных силах стояли к востоку от Меца, то если бы они атаковали 1-ю прусскую армию, нужно было озаботиться поддержкой 1-й армии правым флангом 2-й. Под влиянием этих соображений Мольтке отдал 13 августа в 21:00 соответствующие приказания. 1-я армия должна была 14-го оставаться на позициях и посредством выдвинутых вперёд разъездов и постов наблюдать за неприятелем, отступает ли он, или, наоборот, переходит в наступление. 2-я армия, под прикрытием 3-го и 9-го корпусов, выдвинутых на высоту Паньи и к Бюши, должна была продолжать движение к переправам на Мозеле от Понт-а-Муссона до Марбаха.
13 августа войска двигались к назначенным пунктам.

## Диспозиция сторон

### Франция
Армия Базена с 12 августа стояла у Меца, на правом берегу Мозеля, причём 2-й корпус Фроссара прикрывал страсбургскую дорогу в окрестностях Пельтра: дивизии Верже и Батайля — на высотах между Пельтром и Маньи-сюр-Сейль, бригада Лапассе — у замка Мерси; дивизия Лавокупе составляла вторую линию обороны у Нижнего Бевуа (14-го она заняла форты Меца, так как должна была войти в состав гарнизона). 3-й корпус Декаена расположен был фронтом к востоку: дивизия Монтодона — у Грижи, Метмана — у Коломбей, Кастаньи — у Монтуа, и Эмара — у Нуйльи. 4-й корпус Ладмиро стоял за левым флангом: дивизия Гренье — в окрестностях Меца, две другие — ещё левее, уступом назад, прикрывая дорогу в Бузонвиль и Кеданж. 6-й корпус Канробера находился частью между pек Мозель и Сейль, частью — на левом берегу Мозеля, у Вуапи и частью — в фортах. Гвардия — позади 3-го корпуса.

### Германия
2-я армия (206 батальонов, 164 эскадрона, 119 батарей, 714 орудий): 4-й корпус — у Шато-Салена; гвардия — у Орана и Лемонкура; гвардейская драгунская бригада с конной батареей — у Дьёлуара на Мозеле; 5-я кавалерийская дивизия и 19-я пехотная дивизия 10-го корпуса — в Понт-а-Муссоне; 20-я дивизия того же корпуса — у Дельма и Оннуа-сюр-Сейль; 6-я кавалерийская дивизия одной бригадой (Рауха) занимала передовые поста на линии Курсель-Пульи-Корни, a другая её бригада — на квартирах у Верни. Правый фланг 2-й армии стоял: 3-й корпус — в Беши и Бюши, 9-й корпус — в Эрни, 12-й — близ Тикура, 3 бригады 2-го корпуса — у Сен-Авольда. Главная квартира 2-й армии — в Дельме.
1-я армия (75 батальонов, 64 эскадрона, 45 батарей, 270 орудий, командующий генерал фон Штейнмец): кавалерийская дивизия — близ Понтуа; 7-й корпус был расположен следующим образом: 14-я дивизия — у Доманжвиля; 1-я бригада 13-й дивизии — у Панжа, 2-я бригада — впереди на левом берегу Нида у Вилье-Лакенекси; часть корпусной артиллерии — у Базонкура. 1-й корпус: 1-я дивизия и часть корнусной артиллерии — у Курсель-Шосси; 2-я дивизия — у Лодонвилье; на правом фланге армии — 3-я кавалерийская дивизия во Ври и Аванси. 8-й корпус: 15-я дивизия — у Бионвиля, 16-я дивизия — у Вариза и Гельстроффа; корпусная артиллерия — у Брука; цепь аванпостов 1-й армии шла по линии Фронтиньи—Ожи—Ретонфей—Сен-Барб—Вижи; главная квартира — в Варизе.
Непосредственно в сражении при Коломбей и Нуильи приняли участие только 1-й и 7-й корпуса 1-й армии и 18-я дивизия 9-го корпуса 2-й армии, то есть 63 батальона, 44 эскадрона, 33 батареи (198 орудий). Фронт сражения составлял около 7 километров.

## Характеристика поля сражения
Полем сражения было плато Меца, к востоку от реки Сейль. Начиная с юга, оно постепенно поднимается в направлении на Сен-Барб. Северная часть плато всхолмлена и большей частью совершенно открыта; в южной же части, между более крупными лесами Ар-Лакенекси и Файльи, разбросаны различные сады и мелкие рощицы.
Особое значение имела глубокая долина, идущая сперва к северу через Коломбей, а затем поворачивающая на запад, к Мозелю, и образующая русло ручья Вальер. Эта долина делит плато на юго-западную и северо-восточную части.
Из ручьёв, текущих с востока и северо-востока в долину Коломбей-Вальер, наибольшее значение имел направляющийся от Сен-Барб, между Сервиньи и Нуассвилем, через Нуильи. Скаты долины этого потока, покрытые виноградниками, тянутся до Мозеля, образуя северный берег Вальера.
Позиции французов командовали юго-западной частью плато и западной половиной северо-восточной части. По восточной части плато пролегали главные пути следования 1-й армии от Нида, в том числе и обе большие дороги из Саарлуи и Саарбрюккена, которые соединяются на высотах Борни у Белькруа.

## Ход сражения
Утром 14 августа, согласно приказаниям, отданным накануне маршалом Базеном, 6-й, 2-й и 4-й французские корпуса начали отступление с обоих флангов (3-й корпус должен был оставаться на своей позиции и прикрывать отступление). В 15:00 эти три корпуса (за исключением дивизии Гренье) были уже на левом берегу Мозеля, когда со стороны Меца донеслись первые пушечные выстрелы.
Уже с 11:00 в германские штабы начали приходить донесения о замеченном отступлении французов по направлению к Мецу.
Ввиду этого командир прусской 26-й пехотной бригады (из 13-й дивизии) генерал-майор фон дер Гольц, принял самостоятельное решение идти вперёд и в 15:30 выступил с авангардом, чтобы по возможности замедлить отступление противника. К 1-му корпусу и 1-й кавалерийской дивизии он отправил просьбу поддержать его при наступлении.
Генерал Ладмиро, услыхав канонаду (это была атака бригады фон дер Гольца на французскую дивизию Метмана, составлявшую арьергард), тотчас же приказал 1-й и 3-й дивизиям 4-го корпуса возвратиться, чтобы подкрепить войска на правом берегу Мозеля. Со своей стороны генерал Мантейфель, уведомлённый фон дер Гольцем, двинул вперёд 1-й корпус. В то время, когда начался бой, французская дивизия Кастаньи 3-го корпуса заняла позицию к северу от Ла-Гранж-о-Буа; остальные же три дивизии остались на занятых ранее позициях.
Местность, по которой двинулись в атаку войска фон дер Гольца, как нельзя более благоприятствовала наступлению. Кроме многочисленных небольших садов и рощ, здесь тянулись в направлении с востока на запад извилистые овраги, примерно параллельные друг другу; все эти овраги соединяются с большой Коломбейской долиной.
С первым натиском фон-дер-Гольц овладел замком Обиньи; затем он двинулся на Коломбей, который и взял после ожесточённого полуторачасового боя. К 17:00 была занята и деревня Ла-Планше, у Ретонфейского оврага, к северу от Коломбея.
Хотя высоты у Коломбея и удалось пока удержать за собой отрядам Гольца, но их правый фланг, к югу от саарбрюкенского шоссе, всё ещё встречал сильнейшее сопротивление. Особенно упорно французы держались в еловом леске на дороге из Коломбея в Белькруа.
Главные силы французов стояли сзади, между Коломбеем и Борни, и немцам было видно, как туда постоянно подходили подкрепления. Здесь французы сильнейшим беглым огнём подготовляли охватывающую атаку, намереваясь разбить слабый прусский авангард.
В этот критический момент боя с прусской стороны тоже приближались подкрепления. С востока спешил на помощь генерал Остен-Сакен с 25-й бригадой 13-й дивизии, с севера же спешил к полю сражения и 1-й корпус, также получивший сообщение от фон дер Гольца. Этот корпус развернулся к северу от дороги Ла-Планше—Понт-а-Шосси и примкнул к правому флангу 7-го корпуса.
Тут бой разгорелся по всей линии Коломбей — Нуйльи. В 18:00 под прикрытием сводной батареи из 60 орудий, снявшихся с передков у Монхуа, прусской пехоте удалось перебраться через Коломбейскую долину у Лавалье и Ла-Планше. К этому времени прибыл на поле сражения командир прусского 12-го корпуса генерал Цастров.
Основываясь на распоряжениях главнокомандующего, Цастров не считал себя в праве предпринять серьёзную атаку в направлении к крепости Мец; но, чтобы быть готовым на всякий случай, он приказал 14-й пехотной дивизии и корпусной артиллерии следовать к высотам между Лакенекси и Колиньи, сам же поскакал к бригаде фон дер Гольца.
Прибыв туда, он увидел, что бой весьма серьёзен, и нет возможности его прекратить. Тогда Цастров, приняв начальство над левым флангом, приказал 25-й бригаде (к тому времени уже выдвинутой вперёд своим дивизионным командиром генералом фон Глюмером) вступить в бой у Коломбейского ручья, а 14-й дивизии послал приказ, по которому 27-я пехотная бригада генерала Война должна была стать в резерв между Марсильи и Коломбеем и поступить в его непосредственное распоряжение; 28-ю же бригаду Цастров направил на подкрепление левого фланга фон дер Гольца.
С появлением на левом фланге пруссаков 25-й пехотной бригады в положении дел произошёл перевес в пользу немцев. Позиция французов на дороге из Коломбея в Белькруа, которую они до сих пор стойко удерживали, была наконец взята. Французы отошли к Борни, но всё ещё продолжали держаться к северу от саарбрюккенской дороги.
Этим успехом бой на правом фланге французского 7-го корпуса и левом прусского 1-го корпуса в сущности закончился. Напрасно прусские войска пытались с этой позиции проникнуть далее, к узлу дорог у Белькруа: их не самые настойчивые атаки были постоянно отражаемы. Столь же бесплодны были и неоднократные попытки французов вернуть отнятое у них пространство.
На левом фланге французов дивизия Гренье из 4-го корпуса под натиском дивизии фон Глюмера вынуждена была отойти под защиту форта Сен-Жюльен.
Последовательное прибытие французских 3-й и 1-й дивизий 4-го корпуса восстановило бой и заставило правый фланг корпуса Мантейфеля, в свою очередь, отойти к Нуйльи и около 19:00 занять оборону под прикрытием корпусной артиллерии. К этому времени на фронте от саарбрюккенской до бузонвильской дороги 90 прусских орудий снялись с передков и своим огнём существенно содействовали пехоте (24 орудия — к юго-западу от Лавалье, 42 — между Лавалье и Нуасвилем, 24 — между Сервиньи и Пуа).
Прибытие на поле сражения 28-й пехотной бригады, 18-й пехотной и 1-й кавалерийской дивизий изменило положение дел на правом фланге пруссаков. Они снова перешли в наступление, двинулись по направлению к деревне Мей и завладели ею; но все их дальнейшие попытки против Белькруа не увенчались успехом. 18-я пехотная дивизия генерала Врангеля очистила от неприятеля Пельтре и вместе с бригадой Война заняла также Грижи, почти в тылу неприятельской позиции у Борни.
К 21:00 бой прекратился по всей линии.

## Потери сторон
Французы потеряли убитыми 377 человек, ранеными 2641 человек, без вести пропало — 590; всего — 200 офицеров и 3408 нижних чинов. Урон пруссаков был следующий: убито 1189 человек, ранено — 3590 человек, без вести пропало — 124 человека; всего — 222 офицера и 4684 нижних чинов.

## Оценка сражения и действий сторон
Сражение при Коломбей — Нуйльи принадлежит к числу импровизированных. Предпринятая утром 14 августа силами одной прусской пехотной бригады усиленная рекогносцировка развилась в ожесточённый бой весьма значительных сил.
Успехи в прошлых сражениях, постоянное, без остановок и сопротивления, отступление французов не могли не возбудить в немцах сознания своего превосходства и стремления снова сойтись с заметно потрясённым противником. К этому в 1-й прусской армии присоединилось ещё желание облегчить 2-й армии её задачу — перейти Мозель и выйти на пути отступления французов.
Между тем 2-я армия была ещё большей частью на другой стороне реки; следовательно, чтобы выиграть время для выполнения этой задачи, необходимо было удержать противника у Меца и по возможности замедлить задуманное им отступление.
Во время самого боя, со стороны пруссаков обращают на себя внимание следующие моменты:
1. Превосходное применение к делу принципа взаимной поддержки: в сражении 14 августа прусские войска, слыша выстрелы в авангардах, большей частью являлись на поле боя по своей собственной инициативе;
2. Искусное употребление артиллерии: быстрое сосредоточение значительного числа орудий, сводная 90-пушечная батарея дала возможность слабым силам пруссаков удержаться до прибытия подкреплений и содействовала своей пехоте.

Но если импровизированное наступление вызывалось со стороны пруссаков самими обстоятельствами, то бой никак не мог входить в расчёты маршала Базена. Важная стратегическая задача, к выполнению которой он должен был приступить немедленно после своего назначения главнокомандующим, — соединение обеих армий, а также материальная и нравственная слабость французской армии и громадное численное превосходство немцев, дававшее им возможность отрезать рейнскую армию от Шалона и Парижа, — всё это должно было заставить Базена отказаться от боя под Мецем на левом берегу Мозеля.
Стратегически этот вопрос был уже решён прежним главнокомандующим (Наполеоном III), что видно из рапорта Базена, в котором он пишет: «Мне приказано было армию, сосредоточенную с 11 августа на правом берегу Мозеля, перевести на левый и направить её к Вердену». На нового главнокомандующего возлагалось только тактическое исполнение операции. Успех её зависел от скрытности и быстроты.
Между тем Базен действовал крайне вяло и нерешительно, только на 14 августа назначил отступление французских войск, когда это уже беспрепятственно выполнить было невозможно. Бой 14 августа заставил Базена потерять сутки; мало того, в этом сражении французские корпуса израсходовали большую часть своих запасов, для пополнения которых потребовались ещё сутки.
Следовательно, бой при Коломбей — Нуйльи имел для французов чрезвычайно вредные последствия в стратегическом смысле по отношению к главной цели, поставленной Базену: этот бой повлёк за собой потерю 48 часов.
Базену не следовало принимать боя ещё потому, что он прямо был в интересах противника. Выигранное время дало возможность прусской 2-й армии приблизиться к пути отступления французов и обратило их фронтальный марш в крайне опасный фланговый.
Но допуская даже решение Базена принять бой под верками Меца, нельзя объяснить, почему он не воспользовался разрозненными атаками пруссаков. Хотя на флангах уже началось отступление за Мозель, но в центре, куда была направлена атака одной бригады фон дер Гольца, стоял французский 3-й корпус в полном составе на позиции, приспособленной к обороне, а рядом находилась гвардия.
Тем не менее, головные части пруссаков долгое время удерживались на занятых пунктах без малейшего подкрепления, а разрозненные попытки французов отнять потерянные позиции не привели ни к чему, пока наконец не стемнело и поле окончательно не осталось за пруссаками.
Победа эта для пруссаков имела особенно важные результаты в стратегическом отношении: сражение при Коломбей — Нуйльи настолько помешало отступлению французов на Верден, что дало возможность сражениями при Вионвиле и Марс-ла-Тур французов остановить, а затем, в сражении при Гравелоте и Сен-Прива, охватывающим и решительным нападением с запада, совершенно прекратить.
Таким образом, события 14 августа образовали первое звено в цепи больших сражений вокруг Меца, которые сначала привели к полному окружению, а затем и к сдаче главной французской армии.